# Orleanskaia deva
Orleanskaja deva (trasliteració del rus Орлеанская дева en rus, La donzella d'Orleans) és una òpera en quatre actes, amb música de Piotr Ilitx Txaikovski i llibret del mateix compositor, basada en la vida de Joana d'Arc. Va ser estrenada el 25 de febrer de 1881 al Teatre Mariïnski de Sant Petersburg.
La fonts en les quals es va basar el compositor per a escriure el llibret van ser la peça teatral de Friedrich von Schiller Die Jungfrau von Orleans, l'obra de Jules Barbier Jeanne d'Arc, el llibret de l'òpera d'Auguste Mermet i la biografia de Henri Wallon. Les parts més conegudes de l'òpera són l'ària de Joana (acte I) i les danses (acte II).